# VI Железен легион
VI Железен легион (на латински: Legio VI Ferrata) е римски легион от 52 пр.н.е. до 260 г.
По време на Галската война Юлий Цезар създава легиона в Галия Цизалпина и го използва първо в обсадата на Алезия. През 51 пр.н.е. потушава въстаналите карнути на долна Лоара, след това подсигурява местността около Орлеан.
През лятото на 49 пр.н.е. бие привържениците на Помпей в Испания при Илерда, през пролетта на 48 пр.н.е. е стациониран в Северна Гърция.
След смъртта на Цезар легионът е създаден отново от висшия военен Лепид и е под командването на Марк Антоний. След победата му при Филипи против войските на убийците на Цезар Марк Юний Брут и Касий, легионът отива в Юдея, където поставя цар Ирод Велики на трона (37 пр.н.е.). Следващата година легионът губи против партите, но легионерите успяват да стигнат живи до съюзната Армения.
През 215 г. легионът се намира в Палестина.
VI Железен легион има, както почти всички цезарови легиони, за емблем един бик. Понякога легионът използва също и познатия мотив на вълка с римските близнаци, Капитолийската вълчица.